# Walter George Mitchell
Pour les articles homonymes, voir Mitchell.
Walter George Mitchell, né le 30 mai 1877 à Danby et mort le 3 avril 1935 à Montréal, est un homme politique québécois qui a été trésorier provincial (ministre des Finances) dans le gouvernement Gouin puis député libéral à la Chambre des communes du Canada.

## Biographie

### Origines
Walter George Mitchell est né le 30 mai 1877 à Lefebvre près d'Acton Vale. Il est le fils de Dora Godard et de William Mitchell, un marchand de bois important de la région qui fut plus tard membre du Sénat, à Ottawa. Il étudie d'abord au Montreal High School puis fait son droit à l'université Bishop de Lennoxville et à l'université McGill.
Admis au Barreau du Québec le 8 juillet 1901, il exerce le droit à Montréal de 1901 à sa mort, en 1935. Pendant quelque temps, il est associé à Napoléon Kemner Laflamme, qui devient plus tard député puis sénateur à Ottawa. Il devient conseil en loi du roi le 6 septembre 1912.
En 1914, Mitchell est élu membre du comité protestant du Conseil de l'Instruction publique. La même année, il préside le Club de Réforme, principale organisation libérale de l'époque, puisque c'est là que se discutent les stratégies du Parti et les politiques gouvernementales tant fédérales que provinciales.

### Politique provinciale
Le 2 novembre 1914, le ministre Peter Samuel George Mackenzie meurt, laissant vacant le poste de trésorier provincial. William Mitchell, qui possède des intérêts dans les chemins de fer, les assurances et le commerce du bois et qui a une grande influence dans les hautes instances du Parti, demande au premier ministre Lomer Gouin de confier ce poste à son fils. Celui-ci accepte. Walter Mitchell se présente dans le comté de Richmond, libre depuis la mort de Mackenzie, où il est élu par acclamation le 21 novembre 1914.
Le 18 février 1915, il présente son premier discours du budget, dont le surplus est de 376 000$. Dans le même discours, il demande à l'Assemblée législative l'autorisation d'un emprunt de 15 millions de $ dont 5 millions pour subventionner le programme de voirie. Les conservateurs de Philémon Cousineau l'accusent alors de cacher des dépenses plus considérables que ne le laisse paraître le budget.
Le 21 janvier 1916, Mitchell présente un budget excédentaire de 4 200$ mais annonce dans le même souffle un emprunt de 16 millions de $ à des banques de Boston dont 4 millions devront servir au remboursement d'un emprunt antérieur. De nouveau, les conservateurs protestent car, malgré l'excédent budgétaire annoncé, la dette du Québec continue à augmenter.
À l'élection fédérale de 1917, il est l'un des rares politiciens anglophones du Québec à prendre parti pour Wilfrid Laurier et à défendre son point de vue. Alors que les autres ministres de Gouin appuient l'effort de guerre du bout des lèvres, lui se dit d'accord à une participation active du Canada à la guerre mais s'oppose ouvertement à la mise en place de la conscription.

Mitchelle s'oppose également aux empiètements du gouvernement Borden dans la législation provinciale, entre autres sur son contrôle concernant les droits d'emprunts provinciaux. Lors du discours du budget du 8 janvier 1918, il déclare: « 

« Nous élevons une protestation non pas de simple opportunité, car notre gouvernement n'a pas d'emprunt en vue, mais de principe, pour la sauvegarde de nos droits constitutionnels ». »

Durant la session de 1918, la prohibition de l'alcool devient un sujet à l'ordre du jour. Le clergé presse le gouvernement Gouin de faire adopter une loi en ce sens alors que les distillateurs préconisent le statu quo. C'est Mitchell qui propose à Gouin de faire adopter la loi mais en retardant sa mise en vigueur au 1er mai 1919, ce qui permettrait aux distillateurs de pouvoir écouler leurs stocks.
À l'automne de la même année, il présente un discours du budget ayant des recettes de 13 800 000$ et des dépenses de 11 600 000$. En déduisant un solde de versement fait au Fonds patriotique, l'excédent budgétaire est de 1 500 000$, ce qui en fait le plus élevé depuis les débuts de la Confédération.
Mitchell est réélu sans opposition aux élections de 1916 et de 1919. À partir du 8 mars 1918, il cumule les postes de trésorier provincial et de ministre des Affaires municipales dont il est le premier titulaire. Son premier dossier à régler est alors la situation financière alarmante de Montréal et de sa banlieue.
Lorsque Louis-Alexandre Taschereau devient premier ministre, en 1920, il le confirme dans ses deux postes.

### Politique fédérale
En 1921, des industriels de Montréal, partisans d'une politique protectionniste, réussissent à persuader Walter Mitchell de se lancer dans l'arène fédérale afin de défendre leurs intérêts. À l'automne 1921, il se présente candidat libéral dans la circonscription de Saint-Antoine où il est élu le 6 décembre. Entretemps, Taschereau l'a remplacé par Jacob Nicol aux fonctions de trésorier provincial et de ministre des Affaires municipales.
Sitôt élu, il se trouve pris dans la lutte opposant Lomer Gouin à Ernest Lapointe au poste de principal lieutenant du premier ministre Mackenzie King au Québec. Il prend parti pour Gouin car Lapointe, selon lui, est trop conciliant vis-à-vis les intérêts des hommes d'affaires de l'Ouest canadien qui préconisent un abaissement des droits de douane, ce que leur accorde finalement le budget fédéral de 1924. Le 14 mai de la même année, Mitchell annonce sa démission afin de protester contre ces réductions tarifaires.

### Fin de carrière
En 1925, Mitchell est nommé président du Conseil de l'Instruction publique. Il devient également membre du conseil d'administration de plusieurs hôpitaux. En 1931, il devient président de l'Hôpital de Verdun. Il est aussi gouverneur de l'Hôpital de Sherbrooke pendant quelques années.
Il se représente de nouveau à l'élection fédérale du 28 juillet 1930 mais il est défait dans le comté de Richmond-Wolfe. Il meurt à Montréal le 3 avril 1935, un mois avant son 58e anniversaire. Il est le père de William Mitchell qui fut juge à la Cour supérieure du Québec de 1949 à 1975.